# Разведчик (журнал)
«Разве́дчик» (рус. дореф. «Развѣдчикъ») — русский еженедельный иллюстрированный библиографический и научно-литературный (с 1892 года — военный и литературный) журнал. В 1889 году был переобразован из «Листка конторы и склада В. А. Березовского» (издававшегося с 1888 года). «Разведчик» издавался в Санкт-Петербурге до 1917 года в типографии Тренке и Фюсно. С 1901 по 1902 годы также выходил бесплатный «Разведчик для солдат». Издателем и главным редактором журнала был отставной капитан русской армии — книготорговец В. А. Березовский.

## Общие характеристики
Журнал «Разведчик» был непосредственно посвящён военной тематике. В нём рассматривались вопросы по теме военной техники, вооружения, стратегии, тактики и по другим военным вопросам как в России, так и за рубежом. Статьи как правило печатались специалистами-теоретиками и практиками военного дела.
Во всех номерах помещались биографии выдающихся военных деятелей и исторических личностей. Также в журнале публиковались и воспоминания офицеров о военных кампаниях.
В «Разведчике» был уделён раздел для регулярно публиковавшихся Высочайших приказов по военному ведомству. В нём содержалась информация о награждениях, производстве в чины, назначениях на должность, переводах, отставках и смерти офицеров, гражданских чинов Военного ведомства, чинов пограничной стражи и отдельного корпуса жандармов.
Разделы «Литература», «Новые книги» и «Периодические издания» были посвящены рецензиям, аннотациям и объявлениям о вышедших изданиях.